# Perämeren saaret
Perämeren saaret este o arie protejată (arie specială de conservare — SAC, sit de importanță comunitară — SCI, arie de protecție specială avifaunistică — SPA) din Finlanda întinsă pe o suprafață de 7.136 ha, integral pe uscat.

## Localizare
Centrul sitului Perämeren saaret este situat la coordonatele 65°21′55″N 24°51′33″E / 65.3653°N 24.8592°E.

## Înființare
Situl Perämeren saaret a fost declarat sit de importanță comunitară în august 1998 pentru a proteja 5 specii de plante și 76 de specii de animale. Alte tipuri de protecție:
- arie de protecție specială avifaunistică (în august 1998)[2]
- arie specială de conservare (în aprilie 2015)[1][3][4]

## Biodiversitate
Situată în ecoregiunea boreală, aria protejată conține 18 habitate naturale: Bancuri de nisip acoperite în permanență slab de apă marină, Estuare, Lagune de coastă, Recifuri, Insule esker baltice, cu vegetație a plajelor nisipoase, stâncoase și cu galeți, precum și cu vegetație sublitorală, Pășuni de coastă din Baltica boreală, Litoraluri nisipoase din Baltica boreală cu vegetație perenă, Dune mobile cu vegetație embrionară, Dune mobile de-a lungul țărmului cu Ammophila arenaria („dune albe”), Dune de coastă fixe cu vegetație erbacee („dune gri”), Dune fixe decalcificate cu Empetrum nigrum, Dune împădurite din regiunile atlantică, continentală și boreală, Pajiști fino-scandinave uscate până la mezice, bogate în specii de altitudine mică, Păduri fino-scandinave bogate în ierburi cu Picea abies, Pășuni din zone de pădure fino-scandinave, Insulițe și insule mici din Baltica boreală, Păduri naturale în etape succesive primare ale suprafețelor emergente de coastă, Vegetație perenă pe țărmurile stâncoase.
La baza desemnării sitului se află mai multe specii protejate:
- plante (5): Alisma wahlenbergii, Hippuris tetraphylla, Moehringia lateriflora, Persicaria foliosa, Primula nutans
- păsări (74): minunița (Aegolius funereus), alca (Alca torda), rață sulițar (Anas acuta), gâscă de semănătură (Anser fabalis), fâsă roșiatică (Anthus cervinus), acvilă de munte (Aquila chrysaetos), pietruș (Arenaria interpres), ciuf de câmp (Asio flammeus), rața moțată (Aythya fuligula), Aythya marila, cocoșul de mesteacăn (Bonasa bonasia), buhai de baltă (Botaurus stellaris), Branta leucopsis, buha (Bubo bubo), Calidris alba, Calidris alpina schinzii, Calidris canutus, prundaș de nămol (Calidris falcinellus), fugaci roșcat (Calidris ferruginea), fugaci mic (Calidris minuta), bătăuș (Calidris pugnax), fugaci pitic (Calidris temminckii), Cepphus grylle, erete de stuf (Circus aeruginosus), erete vânăt (Circus cyaneus), gușă vânătă (Cyanecula svecica), Cygnus columbianus bewickii, lebădă de iarnă (Cygnus cygnus), ciocănitoare neagră (Dryocopus martius), Emberiza rustica, șoim de iarnă (Falco columbarius), șoim călător (Falco peregrinus), șoimul rândunelelor (Falco subbuteo), vânturel roșu (Falco tinnunculus), cufundar polar (Gavia arctica), cufundar mic (Gavia stellata), cocor (Grus grus), Hydrocoloeus minutus, pescăriță mare (Hydroprogne caspia), sfrâncioc roșiatic (Lanius collurio), Larus fuscus fuscus, pescăruș râzător (Larus ridibundus), sitar de mal nordic (Limosa lapponica), sitar de mâl (Limosa limosa), becațină mică (Lymnocryptes minimus), Lyrurus tetrix tetrix, rață pestriță (Mareca strepera), rață catifelată (Melanitta fusca), rață neagră (Melanitta nigra), Mergellus albellus, codobatura galbenă (Motacilla flava), pietrar sur (Oenanthe oenanthe), vultur pescar (Pandion haliaetus), viespar (Pernis apivorus), notatița cu ciocul subțire (Phalaropus lobatus), pitulice verzuie (Phylloscopus trochiloides), ciocănitoare de munte (Picoides tridactylus), ploier auriu (Pluvialis apricaria), ploier argintiu (Pluvialis squatarola), corcodel-urechiat (Podiceps auritus), corcodel-cu-gât-roșu (Podiceps grisegena), Polysticta stelleri, cresteț pestriț (Porzana porzana), Spatula clypeata, rață cârâitoare (Spatula querquedula), chiră de baltă (Sterna hirundo), Sterna paradisaea, chiră mică (Sternula albifrons), Surnia ulula, călifar alb (Tadorna tadorna), fluierar negru (Tringa erythropus), fluierar de mlaștină (Tringa glareola), fluierarul cu picioare roșii (Tringa totanus), mierlă gulerată (Turdus torquatus)
- mamifere (2): Halichoerus grypus, Pusa hispida botnica

Pe lângă speciile protejate, pe teritoriul sitului au mai fost identificate 19 specii de plante, 1 specie de păsări, 1 specie de mamifere, 3 specii de pești.